# Kia Cadenza
El Kia Cadenza o K7 es un automóvil de turismo del segmento E producido por el fabricante coreano Kia Motors desde el año 2009, Se posiciona en la gama por encima del Kia Magentis, es sucesor del Kia Opirus.

## Galería

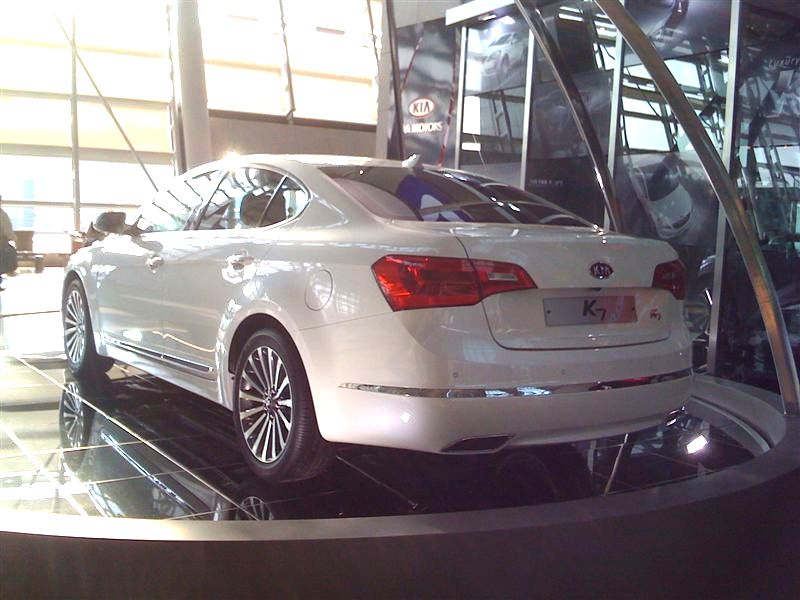
Vista trasera